# 干预外汇市场
干预外汇市场是指政府或中央银行通過各種手段影響匯率並讓匯率出現變動。中央銀行影響匯率最直接的方法就是出手购买外幣或出售外币並兌換本国货币。政府還有多種手段影響匯率，如借贷外币、通过货币政策、财政政策影响短期资本跨國流动、通过新闻媒介表达对汇率走势的看法以及发表有利于中央银行政策意图的经济指标來影响外匯市场参与者的心理预期。前兩種方法屬於直接干預外匯市場，後三種屬於間接干預外匯市場。
當一國政府想控制通货膨胀、保持本國出口商品價格竞争力、維護本國貨幣一定的匯率水平時它們就會出手干预外汇市场。
比如，在2024年日幣對美元持續走貶至三十餘年的歷史低點的壓力下，市場對於日本央行下場干預外匯市場的討論十分激烈。2024年4月底，日幣匯率在失守160點後短線突然逆轉反彈至155點附近，儘管日本當局對這種罕見波動不予置評，但之後披露的日本央行經常賬戶變動暗示了實際干預的可能。